# All Souls Episcopal Church

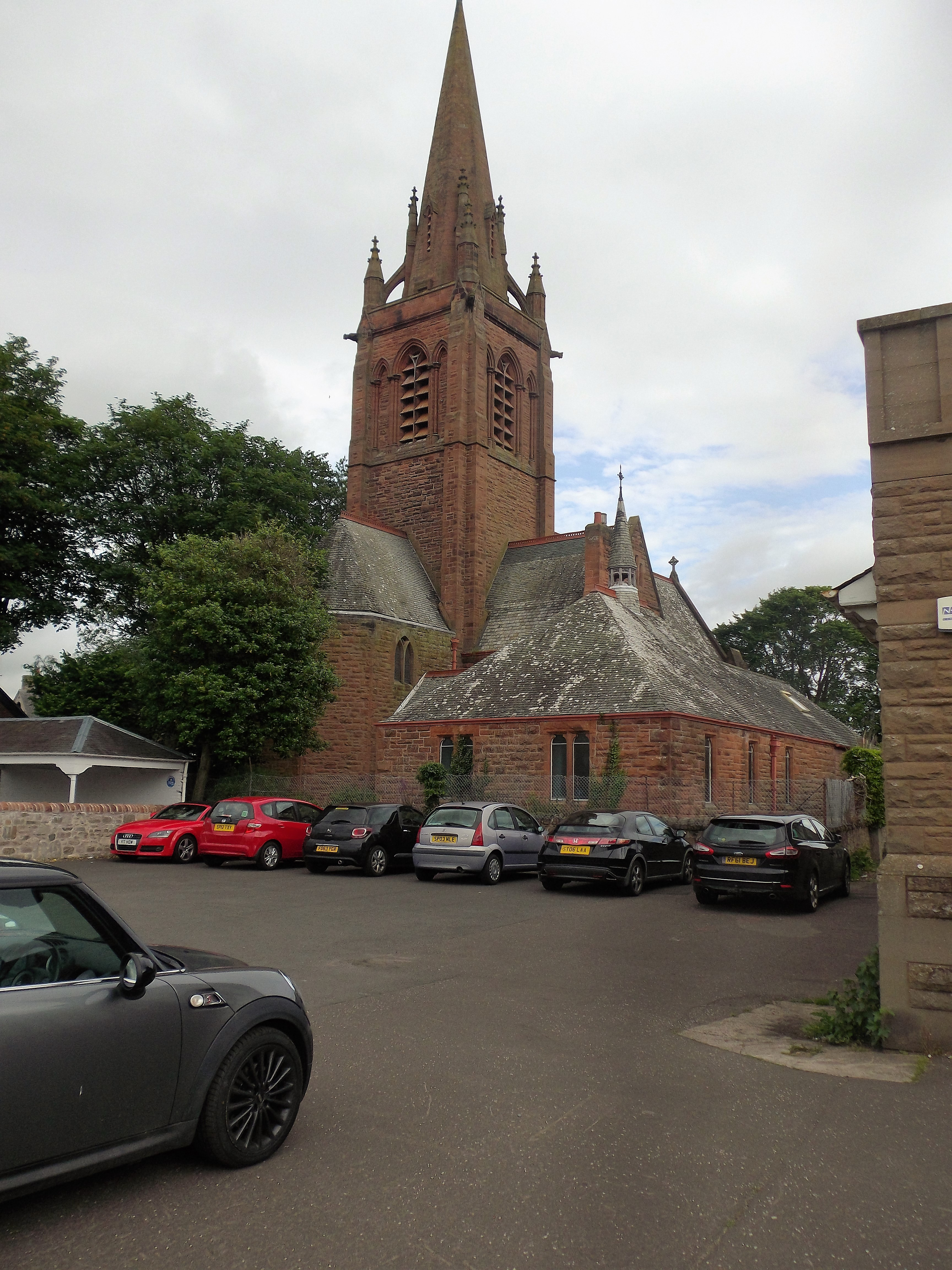
All Souls Episcopal Church

Die All Souls Episcopal Church ist ein Kirchengebäude der Scottish Episcopal Church in der schottischen Ortschaft Invergowrie in der Council Area Perth and Kinross. 1971 wurde das Bauwerk in die schottischen Denkmallisten in der höchsten Denkmalkategorie A aufgenommen. Des Weiteren bildet es zusammen mit mehreren zugehörigen Gebäuden ein Denkmalensemble der Kategorie B.

## Geschichte
Seit 1885 gab es in Inchgowrie eine Mission der Episkopalkirche. Den Kirchenbau finanzierte Lady Frances, Witwe von Arthur Kinnaird, 10. Lord Kinnaird. Für den Entwurf des 1891 fertiggestellten Kirchengebäudes zeichnet der schottische Architekt Hippolyte Blanc verantwortlich. Der Altar wurde von der mittelalterlichen Rossie Priory in die All Souls Episcopal Church versetzt. 1896 war die Kanzel von Carnegie & Son aus Dundee fertiggestellt. Im selben Jahr wurde die Allerseelenkirche konsekriert.

## Beschreibung
Die All Souls Episcopal Church steht abseits der Main Street im Nordwesten von Inchgowrie. Die neogotische Kreuzkirche ist im Stile der englischen Gotik ausgestaltet. Ihr Mauerwerk aus rotem Sandstein ist bossiert. Entlang der Fassaden sind Lanzettfenster oder schlichte Maßwerke eingelassen. Die steilen Dächer sind mit grünlichem Schiefer eingedeckt. Entlang der Kanten des Vierungsturms ziehen sich Strebepfeiler, die in Pinakeln auslaufen. Sein spitzer Helm weist einen oktogonalen Grundriss auf und ist mit Lukarnen ausgeführt.